# Lisa Jevbratt
Lisa Jevbratt, född 1967 i Vaxholm, är en svensk konstnär  bosatt i Santa Barbara i USA. 
Efter studier i konst och filosofi i Sverige studerade hon vid CADRE institutet (SJSU) i USA 1994 till 1997. År 2002 blev hon professor i konst på University of California i Santa Barbara.
Under studietiden i USA började Jevbratt att arbeta med internetbaserad konst. Hennes projekt har ställts ut på ett stort antal museer och festivaler runt om i världen. 
Hon är representerad på Skissernas museum i Lund.